# Dragonforce
Dragonforce, av bandet skrivet DragonForce, är ett brittiskt power metal-band grundat år 1999 i London.

## Historia
Bandet startades av gitarristerna Herman Li och Sam Totman, sångaren ZP Theart, basisten Steve Scott, trumslagaren Didier Almouzni och keyboardisten Steve Williams 1999. Li hade spelat i ett antal andra band, bland andra bandet Demoniac i London, men han ville ta musiken mer på allvar och startade då bandet Dragonheart tillsammans med sin vän och gitarrlärling Sam Totman. De bytte tidigt namn från Dragonheart till Dragonforce för att inte förväxlas med såväl andra band som med filmer.
Bandets popularitet accelererade oerhört efter deras medverkan i TV-spelet Guitar Hero III: Legends of Rock med låten Through the Fire and Flames.
Dragonforces musik bygger mycket på långa gitarrsolon och gitarriff. Herman Li och Sam Totman gör många solon tillsammans och duellerar ofta, ibland också med keyboardisten Vadim Pruzhanov. Gruppen hämtar inspiration från allt från tv-spelsmusik till power metal.
Den 8 mars 2010 blev det offentligt via bandets dåvarande skivbolag, Roadrunner Records, att sångaren ZP Theart lämnar Dragonforce. Nästan ett år senare, den 2 mars 2011, avslöjade Dragonforce att deras nya sångare heter Marc Hudson.

## Medlemmar
Nuvarande medlemmar
- Herman Li – gitarr, bakgrundssång (1999– )
- Sam Totman – gitarr, bakgrundssång (1999– )
- Marc Hudson – sång (2011– )
- Gee Anzalone – trummor, slagverk, bakgrundssång (2014– )
- Alicia Vigil – basgitarr (2022– )

Tidigare medlemmar
- Frédéric Leclercq – basgitarr, growl, bakgrundssång (2006–2019)
- ZP Theart (Zachary Paul Theart) – sång (1999–2010)
- Matej Setinc – trummor (1999)
- Peter Hunt – trummor (2000)
- Didier Almouzni – trummor, bakgrundssång (1999–2003)
- Steve Williams – keyboard, bakgrundssång (1999–2000)
- Steve Scott – basgitarr, bakgrundssång (1999–2000)
- Vadim Pruzhanov – keyboard, bakgrundssång (2001–2018)
- Diccon Harper – basgitarr, bakgrundssång (2001–2003)
- Adrian Lambert – basgitarr, bakgrundssång (2003–2005)
- Dave Mackintosh – trummor, bakgrundssång (2004–2014)

Turnerande medlemmar
- Alicia Vigil - basgitarr (2022)
- Christian Wirtl – trummor (2003)
- Frédéric Leclercq – basgitarr (2005)
- Steven Terreberry – basgitarr (2019)
- Damien Rainaud – basgitarr (2019)

## Diskografi
Studioalbum
- Valley of the Damned (2003)
- Sonic Firestorm (2004)
- Inhuman Rampage (2006)
- Ultra Beatdown (2008)
- The Power Within (2012)
- Maximum Overload (2014)
- Reaching into Infinity (2017)
- Extreme Power Metal (2019)
- Warp Speed Warriors (2024)

Livealbum
- Twilight Dementia (2010)
- In the Line of Fire... Larger than Live (2015)

EP
- Valley of the Damned (2000) (som DragonHeart)

Singlar
- Fury of the Storm (2005)
- Through the Fire and Flames (2006)
- Operation Ground and Pound (2006)
- Heroes of Our Time (2008)
- The Last Journey Home (2009)
- Strike of the Ninja (2010)
- Cry Thunder (2012)
- Seasons (2012)
- The Game (2014)
- Defenders (2014)
- Ashes of the Dawn (2017)
- Judgement Day (2017)
- Curse of Darkness (2017)
- Highway to Oblivion (2019)
- Heart Demolition (2019)
- Razorblade Meltdown (2019)

Samlingsalbum
- Dragonforce Deluxe Boxset (2010)
- Killer Elite: the Hits, the Highs, the Vids (2016)

## Video
- "Valley of the Damned" från Valley of the Damned.
- "Through the Fire and Flames" från Inhuman Rampage.
- "Operation Ground and Pound" från Inhuman Rampage.
- "Heroes of Our Time" från Ultra Beatdown.
- "The Last Journey Home" från Ultra Beatdown.
- "Cry Thunder" från The Power Within.
- "The Game" från Maximum Overload.
- "Ashes of the Dawn" från Reaching into Infinity.
- "Midnight Madness" från Reaching into Infinity.
- "Highway to Oblivion" från Extreme Power Metal.
- "Razorblade Meltdown" från Extreme Power Metal.